# Дівоча вежа (балет)
«Дівоча вежа» (азерб. Qız qalası) — балет у трьох діях з прологом і епілогом, перший азербайджанський балет і перший балет на мусульманському Сході. Автор музики та лібрето Афрасіяб Бадалбейлі.

## Прем'єра
Прем'єра балету відбулася 18 квітня 1940 року на сцені Азербайджанського державного театру опери та балету. Постановка С. Кеворкова, В. Вронського. Художником був Ф. Гусак.
Головні партії на прем'єрі балету виконували:
- Гюльянак — Гамер Алмасзаде (потім Т. Алієва)
- Джангір-хан — А. С. Урванцев
- Полад — Костянтин Баташов
- Айпері, годувальниця — М. Бабаєва
- Мати Гюльянак — Л. Тахнасіб

## Наступні постановки
1948 року в тому самому театрі виставу відновили в новій хореографічній редакції Гамер Алмасзаде; наступне відновлення — 1958 року, в новій редакції.
Головні партії 1958 році виконували:
- Гюльянак — Лейла Векілова (потім Рафіга Ахундова[ru], Тамілла Ширалієва[ru])
- Джангір-хан — Костянтин Баташов
- Полад — Максуд Мамедов (потім Юрій Кузнєцов, Володимир Плетньов)

24 жовтня 1999 року відбулася нова редакція балету. Автор нової редакції — Юлана Алікішізаде. Автор нової музичної редакції — Фархад Бадалбейлі.
Головні партії виконували:
- Гюльянак — Мадіна Алієва[ru]
- Полад — Гюльагасі Мірзоєв[ru]
- В балеті також бере участь колектив Державного ансамблю танцю під керівництвом Афаг Мелікової.

## Музика балету
Композитор відтворює в балеті образно-інтонаційний лад, типовий для фольклорних творів. Прикладом цього є танці селян, танець свахи, вступ до першої дії, партія Айпері. Бадалбейлі ввів у балет і справжні азербайджанські мелодії — ліричну пісню «Ай бері бах» («Танець дівчат» з першої дії), танцювальні наспіви «Терекеме», «Кікіджан» (танець селян з першої дії, вступ до цієї ж дії), рунг мугама «Баяти-шираз» (танець Гюльянак з третьої дії). Бадалбейлі використовував також вірменські («Танець вірменських гостей»), узбецькі («Танець узбецьких гостей»), іранські («Танець перських гостей») мелодії. За допомогою народних тем композитор навіть прагне здійснити «наскрізний» музичний розвиток. Так, «Ай бері бах» сумно звучить в епілозі, воскрешаючи в пам'яті героїні минулі світлі дні, а «Кікіджан» — у «Сцені в темниці» (спогади Полада).

## Галерея

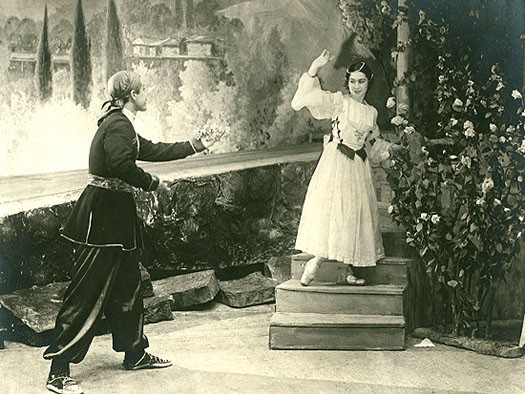
К. Баташов (Полад) і Р. Алмасзаде (Гюльянак), 1940 р.
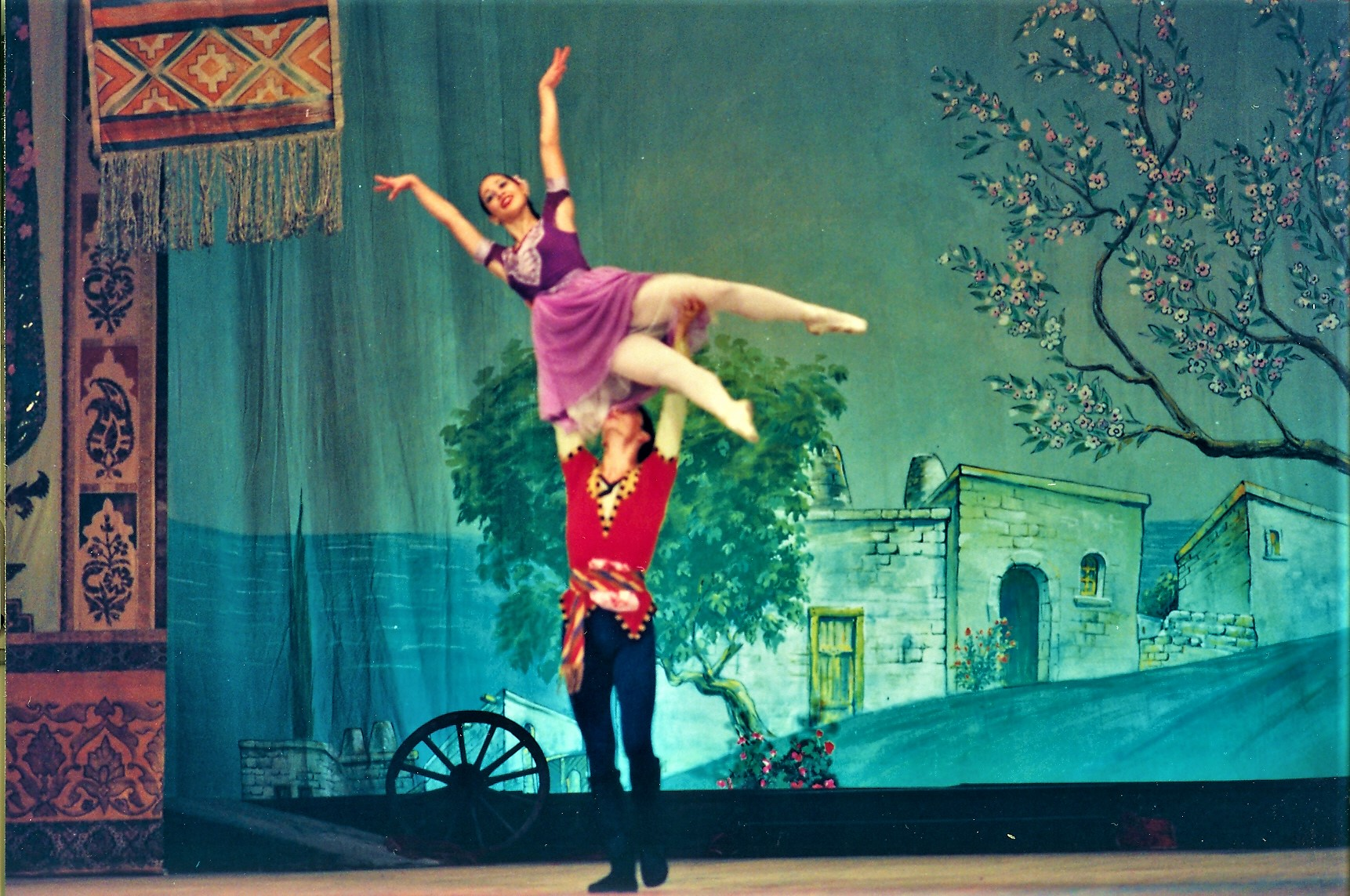
Н. Рамазанова (Гюльянак) і Р. Мірзоєв (Полад), 1999 р. (Фото В. Джафарова)